# پور (داکوتای جنوبی)
پور(به انگلیسی: Peever) شهری در ایالت داکوتای جنوبی کشور ایالات متحده آمریکا است که جمعیت آن در سرشماری سال ۲۰۱۰ میلادی، ۱۶۸ نفر بوده‌است.